# Finland i olympiska vinterspelen 1952
Finland deltog i olympiska vinterspelen 1952.Truppen bestod av 50 idrottare, 45 män och 5 kvinnor. Detta var första gången en finsk kvinna vann en medalj i ett olympiskt vinterspel.

## Medaljer

### Guld
- Längdskidåkning
  - Herrar 4 x 10 km: Heikki Hasu, Urpo Korhonen, Paavo Lonkila, Tapio Mäkelä
  - Herrar 50 km: Veikko Hakulinen
  - Damer 10 km: Lydia Wideman

### Silver
- Längdskidåkning
  - Herrar 18 km: Tapio Mäkelä
  - Herrar 50 km: Eero Kolehmainen
  - Damer 10 km: Mirja Hietamies
- Nordisk kombination
  - Herrar individuell: Heikki Hasu

### Brons
- Längdskidåkning
  - Herrar 18 km: Paavo Lonkila
  - Damer 10 km: Siiri Rantanen